# Interruptor
Un interruptor eléctrico (también suiche, suich o switch) es un dispositivo que permite desviar o interrumpir el curso de una corriente eléctrica. En el mundo moderno sus tipos y aplicaciones son innumerables, desde un simple interruptor que apaga o enciende una bombilla, hasta un complicado selector de transferencia automático de múltiples capas, controlado por computadora.
Su expresión más sencilla consiste en dos contactos de metal inoxidable y el actuante. Los contactos, normalmente separados, se unen mediante un actuante para permitir que la corriente circule. El actuante es la parte móvil que en una de sus posiciones hace presión sobre los contactos para mantenerlos unidos.

## Materiales

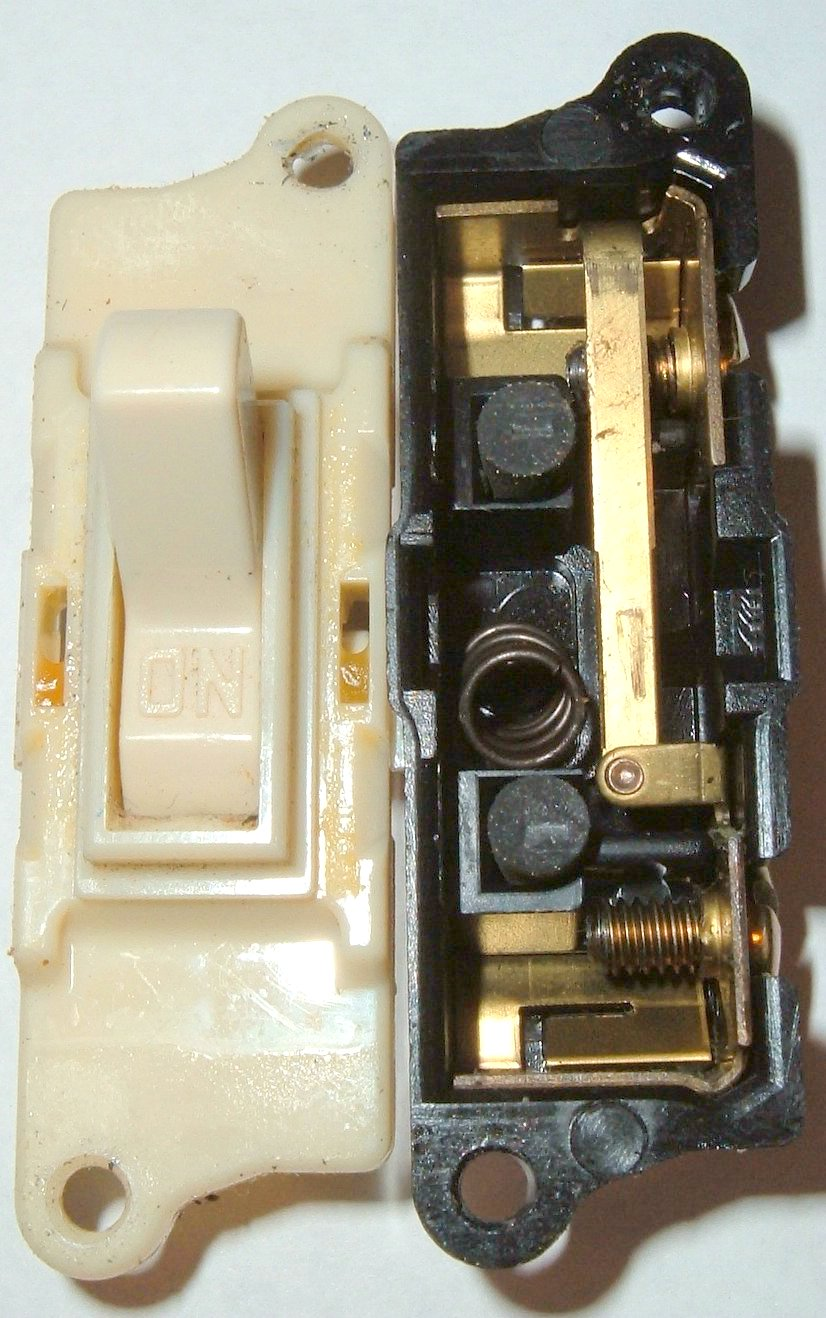
Interruptor sencillo, SPST.

1. De la calidad de los materiales empleados para los contactos dependerá la vida útil del interruptor. Para la mayoría de los interruptores domésticos se emplea una aleación de latón (60% cobre, 40% zinc). Es muy resistente a la corrosión y es un conductor eléctrico apropiado. El aluminio también es buen conductor y es muy resistente a la corrosión.
2. Cuando se requiera una pérdida mínima se utiliza cobre puro por su excelente conductividad eléctrica. Bajo condiciones de condensación, el cobre puede formar óxido de cobre en la superficie, interrumpiendo el contacto.
3. Para interruptores que requieran la máxima fiabilidad, se utilizan contactos de cobre pero se aplica un baño con un metal más resistente al óxido como el estaño, aleaciones de estaño/plomo, níquel, oro o plata. La plata es mejor conductor que el cobre y además el óxido de plata conduce electricidad.

## Clasificación de los interruptores

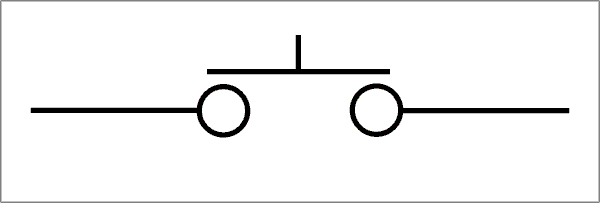
Pulsador SPST.

### Actuantes
El selector de tres pasos puede ser normalmente abiertos, cuando al accionarlos se cierra el circuito (el caso del timbre); o normalmente cerrados, cuando al accionarlos se abre el circuito.

### Pulsadores
También llamados interruptores momentáneos. Este tipo requiere que el operador mantenga la presión sobre el actuante para que los contactos estén unidos. Un ejemplo de su uso lo podemos encontrar en los timbres de las casas o apartamentos.

### Cantidad de polos

Interruptor de doble polo.

Son la cantidad de circuitos individuales que controla el interruptor. Un ejemplo de interruptor de un solo polo es el que usamos para encender una lámpara. Los hay de 2 o más polos. Por ejemplo, si queremos encender un motor de 220 voltios y a la vez un indicador luminoso de 12 voltios necesitaremos un interruptor de 2 polos, un polo para el circuito de 220 voltios y otro para el de 12 voltios.

### Cantidad de vías
Es la cantidad de posiciones que tiene un interruptor. Nuevamente, el ejemplo del interruptor de una sola vía es el utilizado para encender una lámpara: en una posición enciende la lámpara mientras que en la otra se apaga.

Interruptor de doble vía.

Los hay de 2 o más vías. Un ejemplo de un interruptor de 3 vías es el que usaríamos para controlar un semáforo donde se enciende una bombilla de cada color para cada posición o vía.

### Combinaciones
Se pueden combinar las tres clases anteriores para crear diferentes tipos de interruptores. El gráfico siguiente muestra un ejemplo de un interruptor DPDT.

## Corriente y tensión eléctrica
Los interruptores están diseñados para soportar una corriente máxima, que se mide en amperios. También se diseñan para soportar una determinada tensión máxima, que se mide en voltios.
Se debe seleccionar el interruptor apropiado para cada uso. Si no, se está acortando su vida útil o, en casos extremos, se corre el riesgo de destruirlo.

Esquema de un interruptor para alto voltaje. Algunos pueden trabajar en líneas de 800 kV.

## Tipos de interruptores eléctricos
- El interruptor magnetotérmico o interruptor automático. Incorporar dos tipos de protección, actuando en caso de cortocircuito o de sobrecarga de corriente. Se utiliza comúnmente en los cuadros eléctricos de viviendas, comercios o industrias para controlar y proteger cada circuito individualmente. Su empleo se complementa con el de interruptores diferenciales.

- Interruptor diferencial. Es un tipo de protección eléctrica destinada a proteger a las personas de las derivaciones o fugas de corriente causadas por faltas de aislamiento. Se caracterizan por poseer una alta sensibilidad (detectan diferencias de corriente orden de los mA) y una rápida operación.

- Reed switch. Es un interruptor encapsulado en un tubo de vidrio al vacío que se activa al encontrar un campo magnético.

- Interruptor centrífugo. Se activa o desactiva a determinada fuerza centrífuga. Se usa como protección en los motores.

- Interruptor de transferencia. Traslada la carga de un circuito a otro en caso de fallo de energía. Utilizado tanto en subestaciones eléctricas como en industrias.

- Interruptor DIP (del inglés ’’’dual in-line package’’). Usado en electrónica. Se refiere a una línea doble de contactos. Consiste en una serie de múltiples micro interruptores unidos entre sí.

- Hall-effect switch. También usado en electrónica, es un contador que permite leer la cantidad de vueltas por minuto que está dando un imán permanente y entregar pulsos.

- Interruptor inercial (o de aceleración). Mide la aceleración o desaceleración del eje de coordenadas sobre el cual esté montado. Por ejemplo, los instalados para disparar las bolsas de aire de los automóviles. En este caso, se deben instalar laterales y frontales para activar las bolsas de aire laterales o frontales según donde el automóvil reciba el impacto.

- Interruptor de membrana (o burbuja). Generalmente colocados directamente sobre un circuito impreso. Se usan en algunos controles remotos, los paneles de control de microondas, etc.

- Interruptor de nivel. Usado para detectar el nivel de un fluido en un tanque.

- Interruptor final de carrera. dispositivos mecánicos situados al final del recorrido o de un elemento móvil.

- Sensor de flujo. Es un tipo de interruptor formado por un imán y un reed switch.

- Interruptor de mercurio. Usado para detectar la inclinación. Consiste en una gota de mercurio dentro de un tubo de vidrio cerrado herméticamente. En la posición correcta, el mercurio cierra dos contactos de metal.

## Estándares
Los interruptores para instalaciones domésticas han de cumplir el estándar IEC/EN 60669.

## Ejemplos de aplicación de interruptores en el control de circuitos de alumbrado
- Este es un ejemplo de conexión de una bombilla controlada por dos interruptores-conmutadores. Estos interruptores deben ser del tipo SPDT, 1 polo 2 vías.

| Apagado | Encendido |
| ------- | --------- |
|         |           |
|         |           |
- Si quisiéramos controlar esta misma bombilla con 3 interruptores debemos agregar un DPDT (o más precisamente DPCO) tal como se observa en la siguiente tabla.

| Apagado | Encendido |
| ------- | --------- |
|         |           |
|         |           |
|         |           |
|         |           |
Para controlar la bombilla con más interruptores, debemos agregar más interruptores DPDT (4-way) entre los SPDT (3-way) de los extremos.

## Actuador
La parte móvil que aplica la fuerza operativa a los contactos se llama actuador, y puede ser una palanca, un pulsador o cualquier tipo de enlace mecánico (véase la foto). 

### Interruptores polarizados
Un interruptor normalmente mantiene su posición establecida una vez que se opera. Un interruptor polarizado contiene un mecanismo que lo empuja a otra posición cuando lo suelta un operador. El interruptor pulsador momentáneo es un tipo de interruptor polarizado. El tipo más común es un interruptor "presionar para activar" (o normalmente abierto o NO), que hace contacto cuando se presiona el botón y se rompe cuando se suelta el botón. Cada tecla de un teclado de ordenador, por ejemplo, es un interruptor de "presionar para activar" normalmente abierto. Un interruptor de "presionar para desactivar" (o normalmente cerrado o NC), por otro lado, interrumpe el contacto cuando se presiona el botón y hace contacto cuando se suelta. Un ejemplo de un interruptor de presionar para desactivar es un botón que se usa para abrir una puerta que se mantiene cerrada por un electroimán. La luz interior de un refrigerador doméstico es controlada por un interruptor que se mantiene abierto cuando la puerta está cerrada.

### Interruptor giratorio

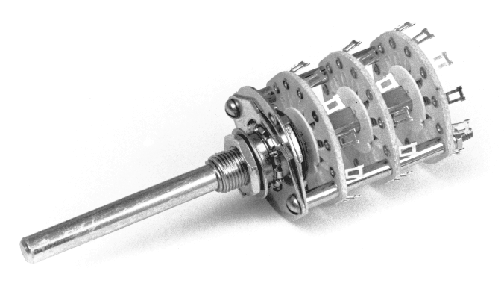
Un interruptor giratorio apilado de tres niveles. Se puede apilar cualquier cantidad de elementos de conmutación de esta manera, utilizando un eje más largo y separadores de espacio adicionales entre cada elemento de conmutación.

Un interruptor giratorio funciona con un movimiento giratorio de la manija de operación con al menos dos posiciones. Una o más posiciones del interruptor pueden ser momentáneas (desviadas con un resorte), lo que requiere que el operador mantenga el interruptor en la posición. Otras posiciones pueden tener un retén para mantener la posición cuando se libera. Un interruptor giratorio puede tener múltiples niveles o "cubiertas" para permitirle controlar múltiples circuitos.
Una forma de interruptor giratorio consta de un husillo o "rotor" que tiene un brazo de contacto o "radio" que sobresale de su superficie como una leva. Tiene una serie de terminales, dispuestos en un círculo alrededor del rotor, cada uno de los cuales sirve como contacto para el "radio" a través del cual se puede conectar al rotor cualquiera de varios circuitos eléctricos diferentes. El interruptor está en capas para permitir el uso de múltiples polos, cada capa es equivalente a un polo. Por lo general, dicho interruptor tiene un mecanismo de retención, por lo que "hace clic" de una posición activa a otra en lugar de detenerse en una posición intermedia. Por lo tanto, un interruptor giratorio proporciona mayores capacidades de polo y tiro que los interruptores más simples.
Otros tipos utilizan un mecanismo de leva para operar varios conjuntos de contactos independientes.
Los interruptores giratorios se utilizaron como selectores de canal en receptores de televisión hasta principios de la década de 1970, como selectores de rango en equipos de medición eléctrica, como selectores de banda en radios multibanda y otros fines similares. En la industria, los interruptores giratorios se utilizan para el control de instrumentos de medición, dispositivos de conmutación o en circuitos de control. Por ejemplo, una grúa puente con control de radio puede tener un gran interruptor giratorio multicircuito para transferir señales de control cableadas desde los controles manuales locales en la cabina a las salidas del receptor de control remoto. En algunos receptores de radio o televisión dicho interruptor también solía emplearse como potenciómetro de control del volumen de audio.
Por su parte, los automóviles poseen un interruptor giratorio para activar la ignición y arrancar el motor. El mismo es accionado por medio de una llave que se introduce en el mismo. Puede estar ubicado en la caña del volante o bien en el panel de instrumentos.

### Interruptor de palanca

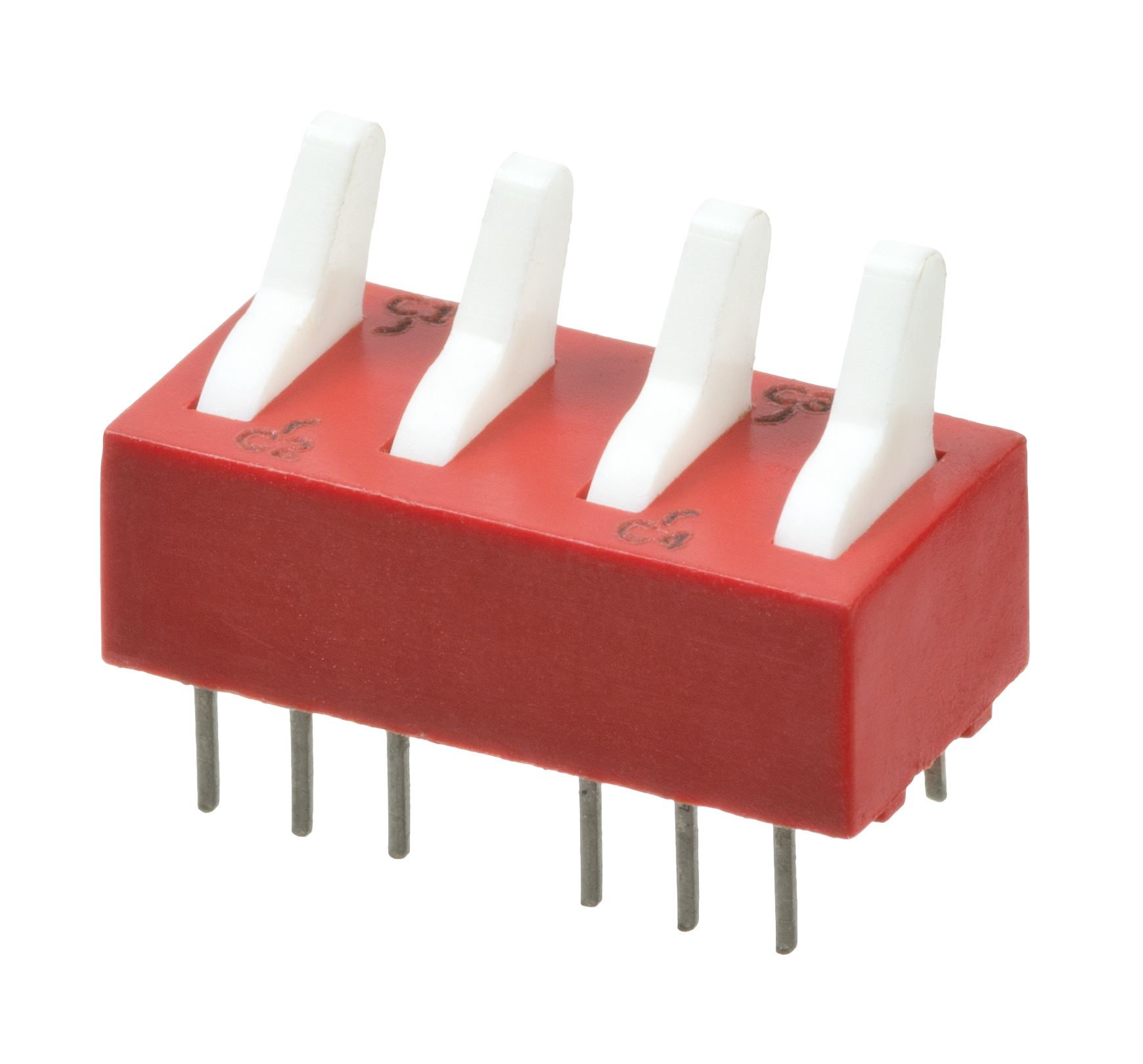
Un interruptor de palanca con cuatro entradas y salidas

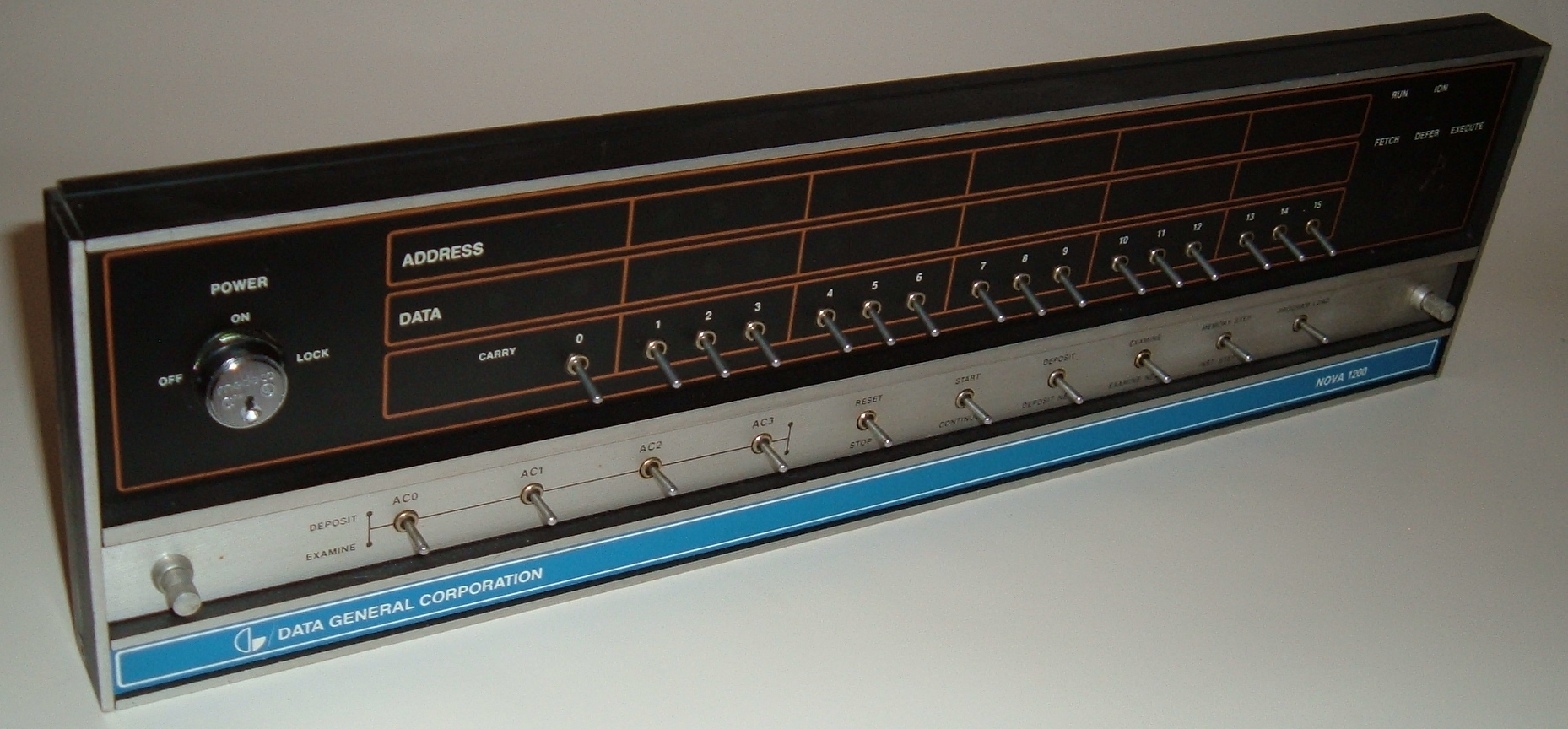
Banco de interruptores de palanca en un panel frontal de miniordenador Data General Nova

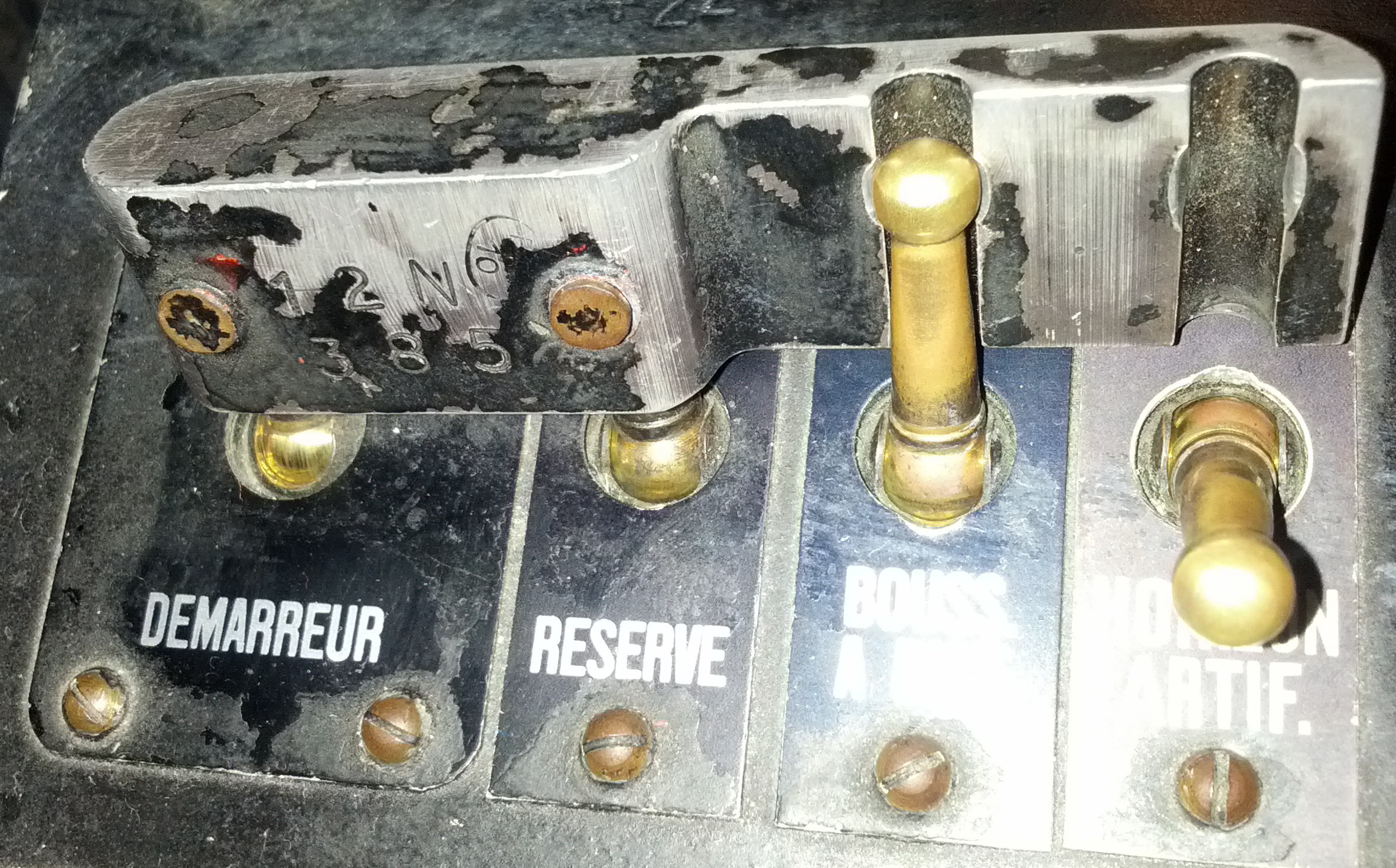
Interruptores de palanca con la cubierta compartida que evita ciertas combinaciones prohibidas

Un interruptor de palanca o interruptor de vaso es una clase de interruptores eléctricos que se activan manualmente mediante una palanca mecánica, una manija o un mecanismo basculante.
Los interruptores de palanca están disponibles en muchos estilos y tamaños diferentes, y se utilizan en numerosas aplicaciones. Muchos están diseñados para proporcionar la activación simultánea de múltiples conjuntos de contacto eléctrico, o el control de grandes cantidades de corriente o red eléctrica.
El dispositivo hace una referencia a un tipo de mecanismo o articulación que consta de dos brazos, que están casi alineados entre sí, conectados con un pivote en forma de codo. Sin embargo, la frase "interruptor de palanca" se aplica a un interruptor con un mango corto y una acción instantánea positiva, ya sea que realmente contenga un mecanismo de palanca o no. De manera similar, un interruptor en el que se escucha un clic definitivo se denomina "interruptor de encendido-apagado positivo". Un uso muy común de este tipo de interruptor es encender o apagar luces u otros equipos eléctricos. Se pueden enclavar mecánicamente varios interruptores de palanca para evitar combinaciones prohibidas.
En algunos contextos, particularmente informática, un interruptor de palanca, o la acción de alternar, se entiende en el sentido diferente de un interruptor mecánico o de software que alterna entre dos estados cada vez que se activa, independientemente de la construcción mecánica. Por ejemplo, la tecla Bloq Mayús en un ordenador hace que todas las letras se generen en mayúsculas después de presionarla una vez; al presionarlo nuevamente se vuelve a las letras minúsculas.

## Interruptores de luz
En el cableado de edificios, los interruptores de luz se instalan en lugares convenientes para controlar la iluminación y, ocasionalmente, otros circuitos. Mediante el uso de interruptores de polos múltiples, el control de conmutación multidireccional de una lámpara se puede obtener desde dos o más lugares, como los extremos de un pasillo o una escalera. Un interruptor de luz inalámbrico permite el control remoto de las lámparas para mayor comodidad; algunas lámparas incluyen un interruptor táctil que controla electrónicamente la lámpara si se toca en cualquier lugar. En los edificios públicos se utilizan varios tipos de interruptores resistentes al vandalismo para evitar el uso no autorizado.

## Interruptores deslizantes
Los interruptores deslizantes son interruptores mecánicos que usan un control deslizante que se mueve (desliza) desde la posición abierta (apagado) a la posición cerrada (encendido).

## Interruptores electrónicos

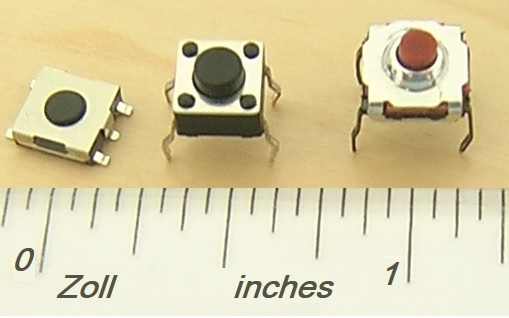
Tres interruptores de botón (interruptores táctiles). La escala mayor es pulgadas.

Un relé es un interruptor accionado eléctricamente. Muchos relés usan un electroimán para operar mecánicamente un mecanismo de conmutación, pero también se usan otros principios operativos. Los relés de estado sólido controlan los circuitos de potencia sin partes móviles, sino que utilizan un dispositivo semiconductor para realizar la conmutación, a menudo un rectificador controlado por silicio o triac.
El interruptor analógico utiliza dos transistores MOSFET en una disposición de puerta de transmisión como un interruptor que funciona de manera muy similar a un relé, con algunas ventajas y varias limitaciones en comparación con un relé electromecánico.
El transistor(es) de potencia en un regulador de voltaje de conmutación, como una unidad de fuente de alimentación, se usa como un interruptor para permitir que la energía fluya y bloquee el flujo de energía.
Mucha gente usa metonimia para llamar a una variedad de dispositivos "interruptores" que conectan o desconectan conceptualmente señales y rutas de comunicación entre dispositivos eléctricos, de forma análoga a la forma en que los interruptores mecánicos conectan y desconectan rutas para que los electrones fluyan entre dos conductores. Los primeros sistemas telefónicos usaban un interruptor Strowger operado automáticamente para conectar a las personas que llamaban por teléfono; las centrales telefónicas contienen uno o más interruptores de barra transversal hoy en día.
Desde el advenimiento de la lógica digital en la década de 1950, el término "interruptor" se ha extendido a una variedad de dispositivos activos digitales como transistores y puertas lógicas cuya función es cambiar su estado de salida entre dos niveles lógicos o conectar diferentes líneas de señal, e incluso ordenadores, conmutadores de redes, cuya función es proporcionar conexiones entre diferentes puertos en una red informática. El interruptor electrónico más utilizado en los circuitos digitales es el transistor de efecto de campo semiconductor de óxido de metal (MOSFET).
El término 'conmutado' también se aplica a las redes de telecomunicaciones, y significa una red que es conmutada por circuitos, que proporciona circuitos dedicados para la comunicación entre nodos finales, como la red telefónica pública conmutada. La característica común de todos estos usos es que se refieren a dispositivos que controlan un estado binario: están "encendidos" o "apagados", cerrado o abierto, conectado o no conectado.